# Jüdischer Friedhof Mansbach (Hohenroda)
Der Jüdische Friedhof Mansbach ist ein Friedhof in Mansbach, einem Ortsteil der Gemeinde Hohenroda im Landkreis Hersfeld-Rotenburg in Hessen.
Der 2959 m² große jüdische Friedhof liegt etwa 500 Meter östlich des Dorfes unmittelbar am Mansbach. Es sind etwa 95 Grabsteine aus dem 19. und 20. Jahrhundert von Verstorbenen der ehemaligen jüdischen Gemeinde Mansbach erhalten. Bis zum Jahr 1870 – bis zur Anlage eines eigenen Friedhofes – wurden auch die in Schenklengsfeld verstorbenen Juden auf dem Mansbacher Friedhof beigesetzt.